# Gawartowa Wola
Gawartowa Wola is een plaats in het Poolse district  Warszawski zachodni, woiwodschap Mazovië. De plaats maakt deel uit van de gemeente Leszno en telt 270 inwoners.